# Яковлев, Александр Иванович (партийный деятель)
Александр Иванович Яковлев (26 сентября 1911, Российская империя — 9 июня 1989, Москва, СССР) — советский партийный и государственный деятель, первый секретарь Чечено-Ингушского областного комитета КПСС (1956—1959).

## Биография
Окончил Азербайджанский индустриальный институт. Работал начальником буровой, заместителем главного механика конторы бурения. В 1939 году стал членом ВКП(б).
В 1940 году перешёл на партийную работу. 
- В 1942 году стал инструктором, а в 1946 году — инспектором отдела кадров нефтяной промышленности Управления кадров ЦК ВКП(б).
- В 1948 году начал работать инструктором отдела тяжёлой промышленности ЦК ВКП(б).
- В 1949 году стал секретарём Грозненского областного комитета ВКП(б).
- В 1952 году переведён на работу ответственного контролёра Комитета партийного контроля при ЦК КПСС.
- С февраля по апрель 1953 года исполнял обязанности второго секретаря Бугульминского областного комитета КПСС.
- Затем последовательно работал ответственным контролёром Комитета партийного контроля при ЦК КПСС, инструктором отдела партийных, профсоюзных и комсомольских органов ЦК КПСС (1953), вторым секретарём Грозненского областного комитета КПСС (1953—1955).
- С декабря 1955 года — первый секретарь Грозненского областного комитета КПСС.
- С 24 ноября 1956 года первый секретарь Чечено-Ингушского областного комитета КПСС. Снят с должности после беспорядков в Грозном в 1958 году, связанных с препятствованием обустройству на родине возвращающихся после депортации чеченцев и ингушей.
- С января 1959 года работал инспектором ЦК КПСС.
- В 1967 году стал заместителем министра медицинской промышленности СССР.

С 25 февраля 1956 года по 17 октября 1961 года был членом Центральной Ревизионной Комиссии КПСС. Депутат Верховного Совета РСФСР IV созыва. Депутат Верховного Совета СССР V созыва.

## Награды
- Орден «Знак Почёта» (1944)
- Орден Трудового Красного Знамени (9 сентября 1971)[1]